# Mr. Dr. J.C. de Mirandastraat
De Mr. Dr. J.C. de Mirandastraat, tot 1958 de Oranjestraat, is een straat in de historische binnenstad van Paramaribo. De straat loopt van de Waterkant naar de Henck Arronstraat en kruist halverwege met de Mr. F.H.R. Lim A Postraat. De straat loopt onder meer langs de achterzijde van het Hof van Justitie.

## Bouwwerken

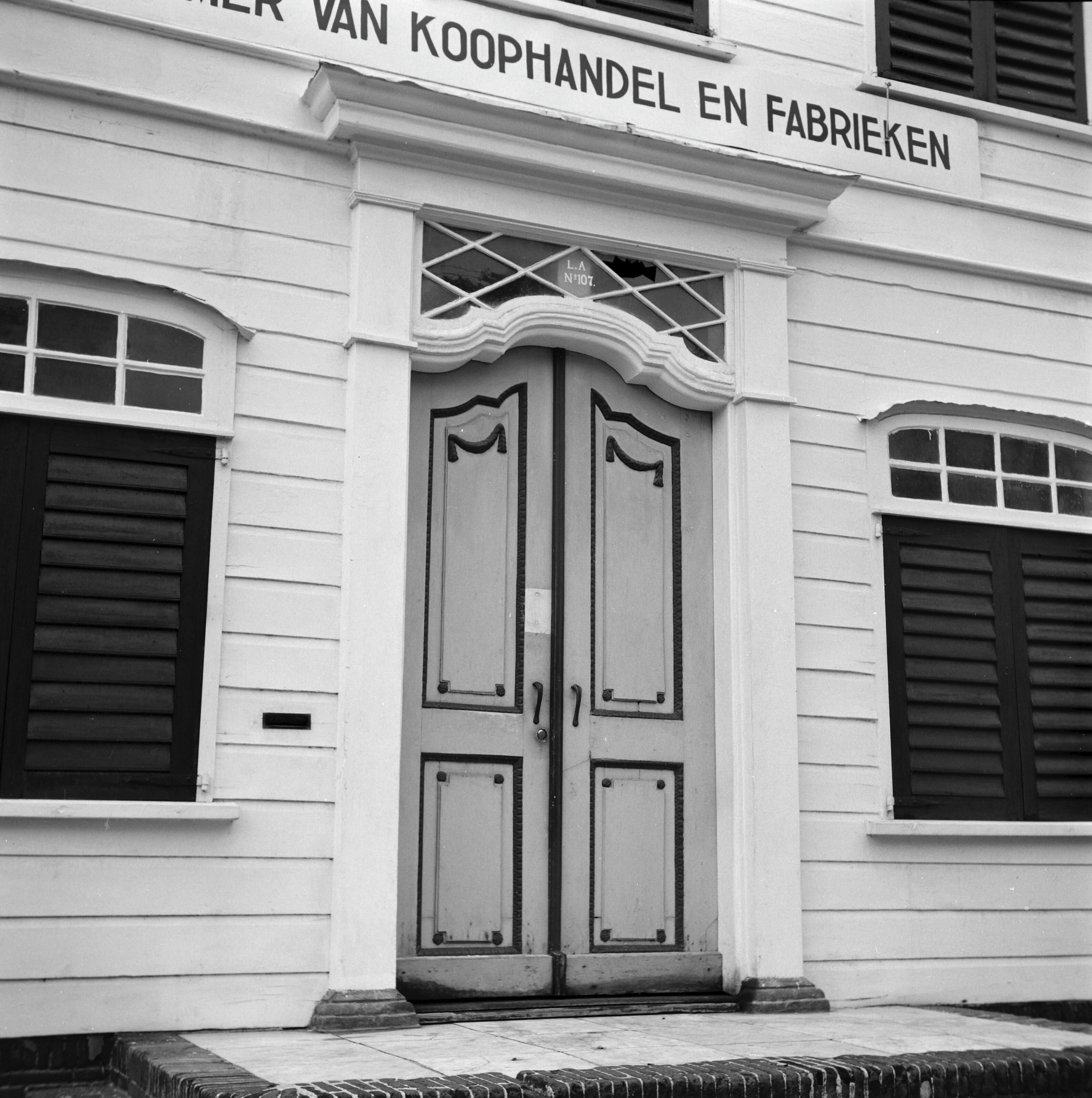
Voormalige KKF

De straat begint aan de Waterkant bij het pand van de Academie voor Hoger Kunst- en Cultuuronderwijs (AHKCO). Aan het begin bevinden zich aan weerszijden historische koloniale houten huizen. Links aan het eind van de straat zijn verschillende huizen gebouwd met rode bakstenen. Hier bevindt zich ook het Ministerie van Natuurlijke Hulpbronnen. De drie panden rechts aan het eind – het Hof van Justitie, voormalige Ministerie van Financiën en Huis Du Plessis – staan met de rug naar de Mirandastraat en kijken uit op het Onafhankelijkheidsplein, waaraan ze ook gevestigd zijn.
Op huisnummer 10 bevond zich tot september 2008 de Kamer van Koophandel en Fabrieken (KKF).

### Atelier van Jozef Klas
Kunstenaar Jozef Klas (1923-1996) had in het overheidsgebouw Protocol zijn atelier; hij werkte in die tijd in dienst van het ministerie van Algemene Zaken en was kunstdocent aan de Nieuwe School. Tijdens de onrusten voorafgaand aan de Surinaamse onafhankelijkheid (23 november 1975) ging een deel van zijn beelden verloren die de overheid uit de opslag in de openbare ruimte had geplaatst. Verder gingen ook zijn atelier en een groot aantal beelden verloren door een felle brand. Klas raakte vervolgens gefrustreerd omdat er geen steun van de overheid kwam. Op 9 februari 1978 ketende hij zich vast aan het standbeeld van Kwakoe en ging hij in hongerstaking. De sleutels had hij van tevoren naar premier Henck Arron en Statenvoorzitter Emile Wijntuin gestuurd. Toen Wijntuin met de sleutels bij Kwakoe aankwam, was Klas inmiddels door de brandweer met snijbranders losgemaakt en zat hij op het politiebureau voor verhoor.

### Monumenten
De volgende panden in de Mr. Dr. J.C. de Mirandastraat staan op de monumentenlijst:
| Omschrijving | Bouwjaar        | Adres                                    | Coördinaten                  | Objectnummer? | Afbeelding                    |
| ------------ | --------------- | ---------------------------------------- | ---------------------------- | ------------- | ----------------------------- |
| woonhuis     |                 | Mr. dr. J.C. de Mirandastraat 1          | 5° 49' 33" NB, 55° 9' 10" WL | APO 031       | Meer afbeeldingen Upload foto |
| woonhuis     |                 | Mr. dr. J.C. de Mirandastraat 2          | 5° 49' 33" NB, 55° 9' 10" WL | CPO 011       | Meer afbeeldingen Upload foto |
| woonhuis     |                 | Mr. dr. J.C. de Mirandastraat 4          | 5° 49' 33" NB, 55° 9' 10" WL | CPO 012       | Meer afbeeldingen Upload foto |
| woonhuis     |                 | Mr. dr. J.C. de Mirandastraat 5-7        |                              | BPO 017       | Meer afbeeldingen Upload foto |
| woonhuis     |                 | Mr. dr. J.C. de Mirandastraat 8          | 5° 49' 32" NB, 55° 9' 9" WL  | CPO 013       | Meer afbeeldingen Upload foto |
| woonhuis     |                 | Mr. dr. J.C. de Mirandastraat 10         | 5° 49' 33" NB, 55° 9' 10" WL | APO 032       | Meer afbeeldingen Upload foto |
| woonhuis     | circa 1840-1922 | Mr. dr. J.C. de Mirandastraat 11 (links) | 5° 49' 33" NB, 55° 9' 10" WL | APO 033       | Meer afbeeldingen Upload foto |
| woonhuis     | circa 1840-1922 | Mr. dr. J.C. de Mirandastraat 13-15      |                              | APO 034       | Meer afbeeldingen Upload foto |
| woonhuis     |                 | Mr. dr. J.C. de Mirandastraat 17         | 5° 49' 33" NB, 55° 9' 10" WL | APO 035       | Meer afbeeldingen Upload foto |

## Gedenktekens

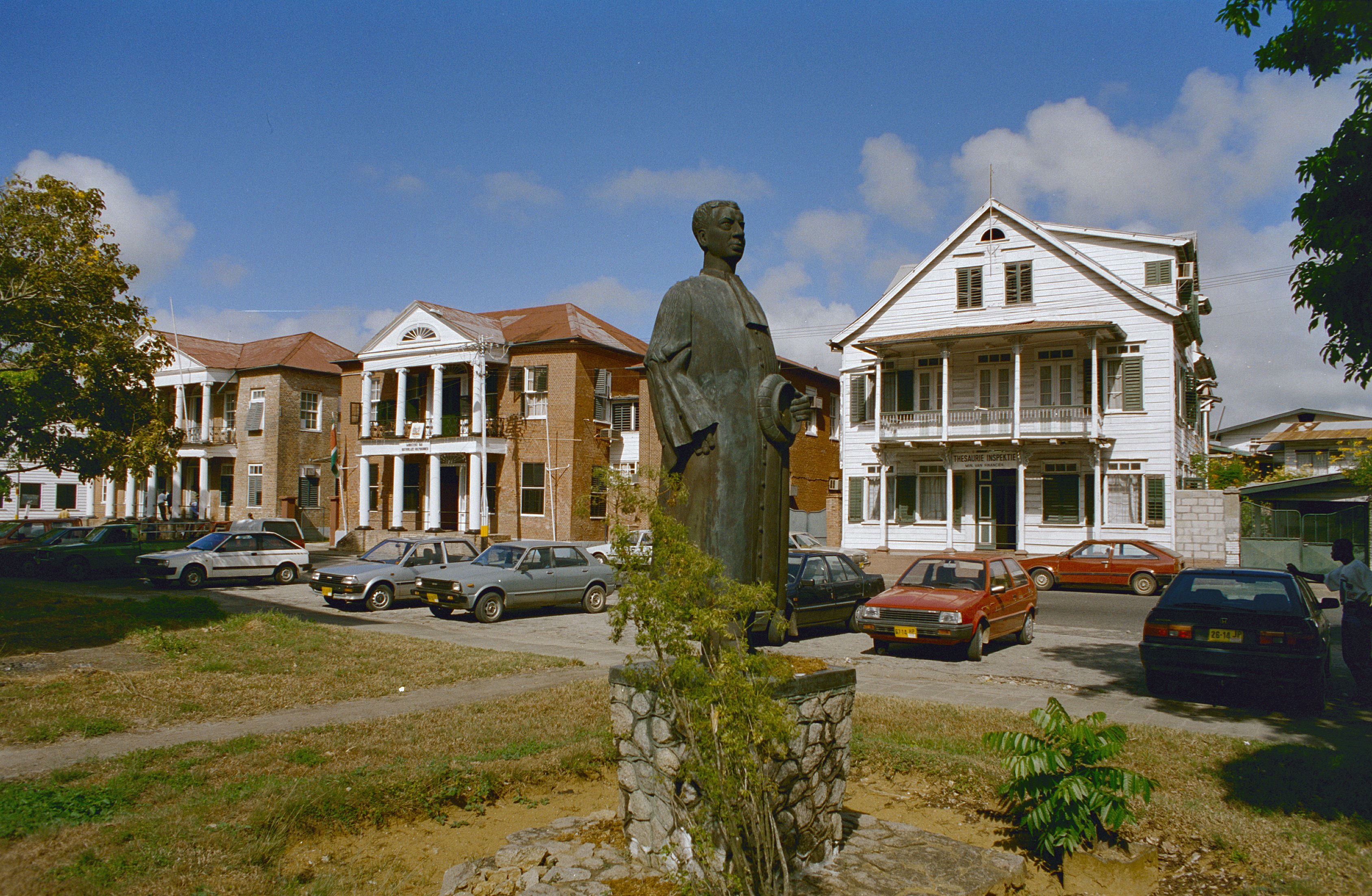
Standbeeld van J.C. de Miranda

Aan het eind van de straat ontstaat een middenberm met parkeerplaatsen en een klein gazon. Hier staat ook het standbeeld van J.C. de Miranda.
Verder is hier in 1954 een groenhartboom geplant, de Statuutboom, die herinnert aan het Statuut voor het Koninkrijk der Nederlanden van dat jaar, en werd in 2003 een groenhartboom geplant in het kader van het One million trees-project van Suralco. Dit maakte deel uit van het project van moederbedrijf Alcoa om voor 2021 een miljoen bomen geplant te hebben voor een schonere lucht, een beter gebruik van water en land en een gezonder leven voor mensen.
Hieronder volgt een overzicht van de gedenktekens in de straat:
| Onderwerp                      | Type          | Kunstenaar | Onthulling | Locatie                              | Omschrijving              |
| ------------------------------ | ------------- | ---------- | ---------- | ------------------------------------ | ------------------------- |
| Standbeeld van J.C. de Miranda | standbeeld    | Leo Braat  | 1961       | ingang Mr. Dr. J.C. de Mirandastraat | premier de Miranda        |
| Statuutboom                    | mamabon       | n.v.t.     | 1954       | ingang Mr. Dr. J.C. de Mirandastraat | Statuut                   |
| Suralco-boom                   | groenhartboom | n.v.t.     | 2003       | ingang Mr. Dr. J.C. de Mirandastraat | One million trees-project |

## Stadsbrand van 1821

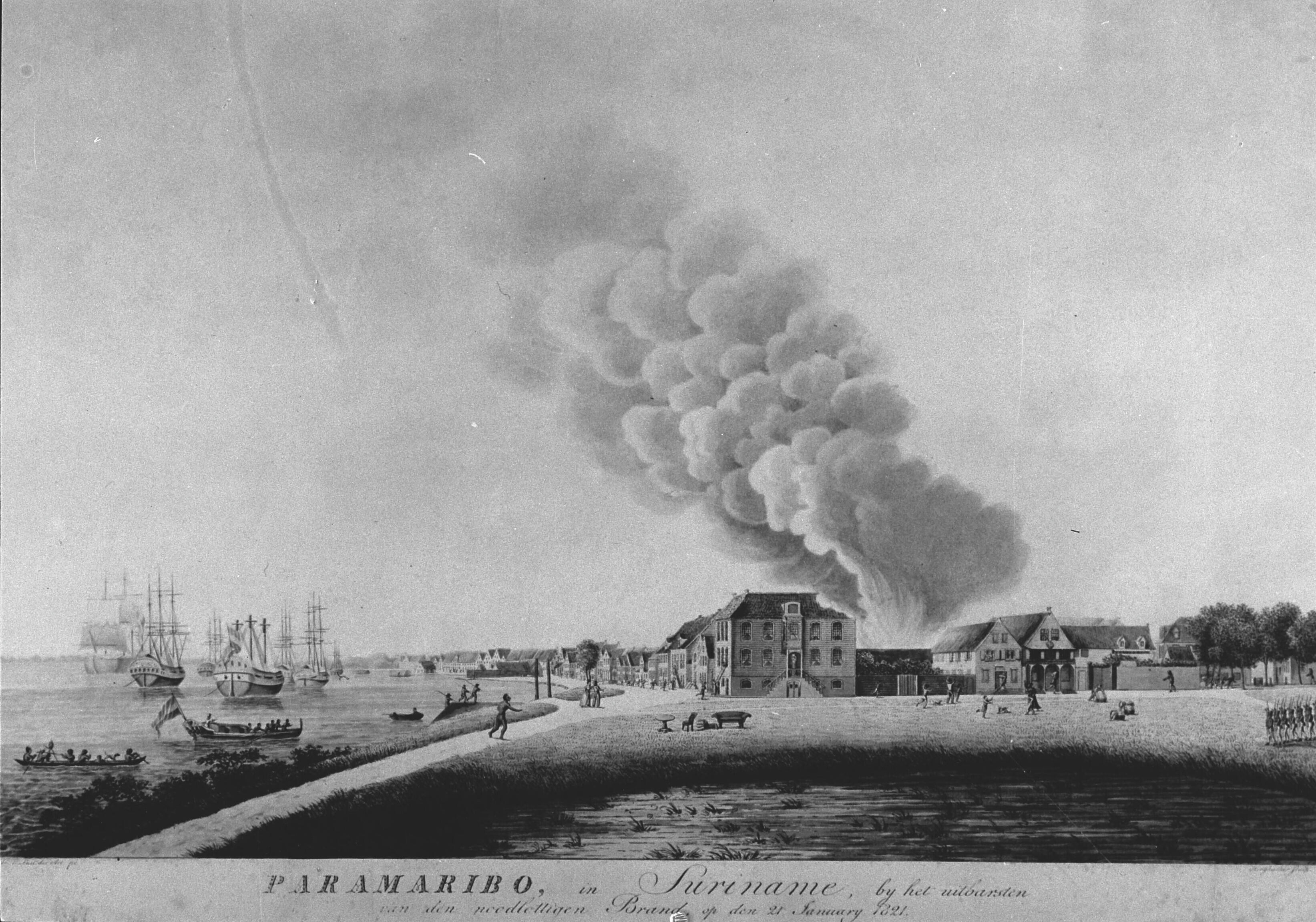
Prent van de stadsbrand van 1821

Op zondagmiddag 21 januari 1821 brak rond half twee brand uit in een huis op de hoek van het Gouvernementsplein en de Waterkant. De brand bleef vervolgens overslaan op andere huizen tot de brand de volgende dag om twaalf uur onder controle was. In tien straten brandden alle huizen af, waaronder in de De Mirandastraat (toen Oranjestraat). Ook andere straten werden zwaar getroffen.